# Sankt Görans församlingshus

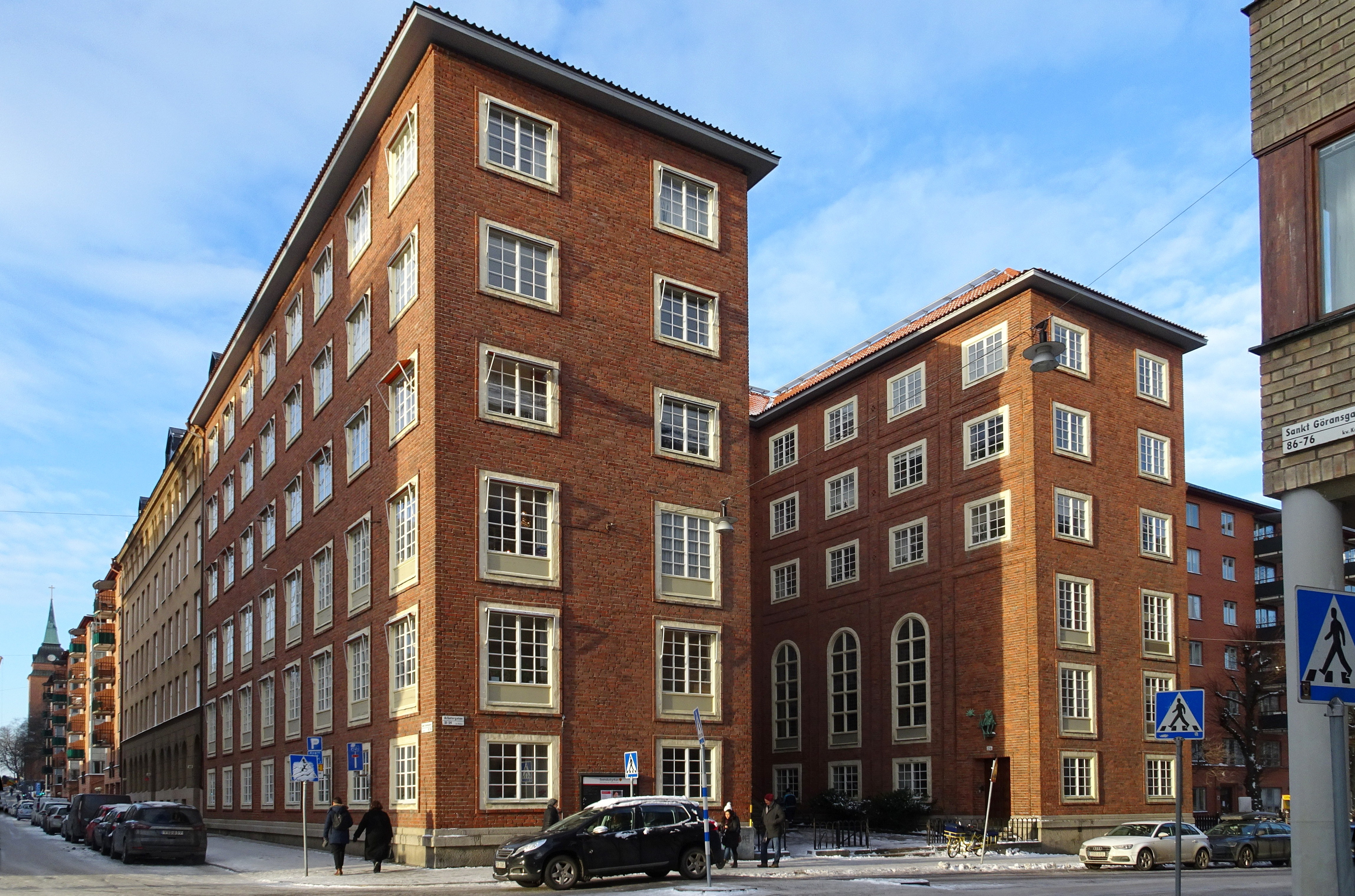
Hörnet Arbetargatan / Sankt Göransgatan, 2018.

Sankt Görans församlingshus ligger i kvarteret Herden i hörnet Arbetargatan / Sankt Göransgatan på Kungsholmen i Stockholm. Byggnaden uppfördes 1928–1929 efter ritningar av arkitekt Cyrillus Johansson och är blåklassad av Stadsmuseet i Stockholm, vilket innebär att bebyggelsen har "synnerligen höga kulturhistoriska värden".

## Historik

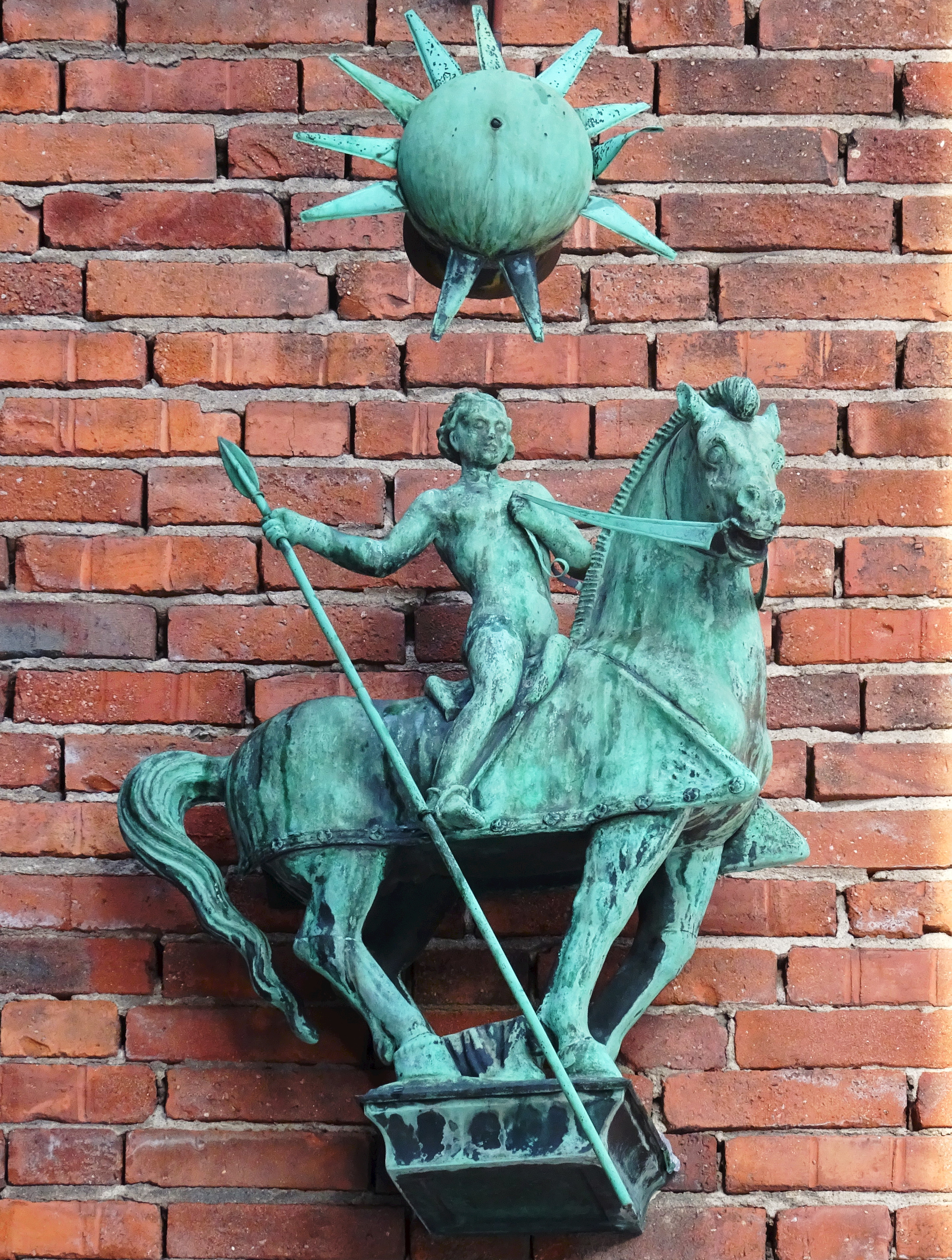
Sankt Göran.

Bland Cyrillus Johanssons många arbeten märks även en serie församlingshus där Sankt Görans församlingshus på Kungsholmen framträder som ett karaktärsfullt exempel. Tomten, Herden 7, ligger cirka 200 meter öster om Sankt Görans kyrka och var en av de sista i kvarteret som bebyggdes. Byggherre var Kungsholmens församling och byggmästare Georg Hesselman. Arkitektuppdraget gick efter en arkitekttävling till Johansson. Huset har sex våningar med fasader av hårdbränt rött tegel, ett för Johansson typiskt gestaltningsmaterial. Fönstren har ljusputsade inramningar som sätter kontrast till teglet. För övrigt präglas fasaderna av stram och saklig enkelhet. 
Byggnadskroppen är uppförd i U-form med en öppen gård mot Arbetargatan. Här ligger även huvudentrén som nås via en hög fritrappa. Entréns skärmtak är av kopparplåt och utformat som en baldakin. Församlingssalen placerades i längan till höger om entrén. Salen sträcker sig över två våningar och markeras utåt genom sina höga, välvda fönster. I vänstra flygeln anordnades bland annat pastorsexpeditionen, väntrum, rum för pastorn och arkiv. I de övre våningsplanen finns flera bostäder av varierande storlek. Den största om fem rum och kök disponerades av komministern.
Konstnärlig utsmyckning består av en skulptur visande Sankt Göran till häst som finns på församlingsflygelns fasad. Den formgavs av Aron Sandberg och är tillverkat i driven koppar av Ragnar Myrsmeden. Mittemot sitter ett vackert utformat fasadur som har samma upphovsmän.

## Bilder

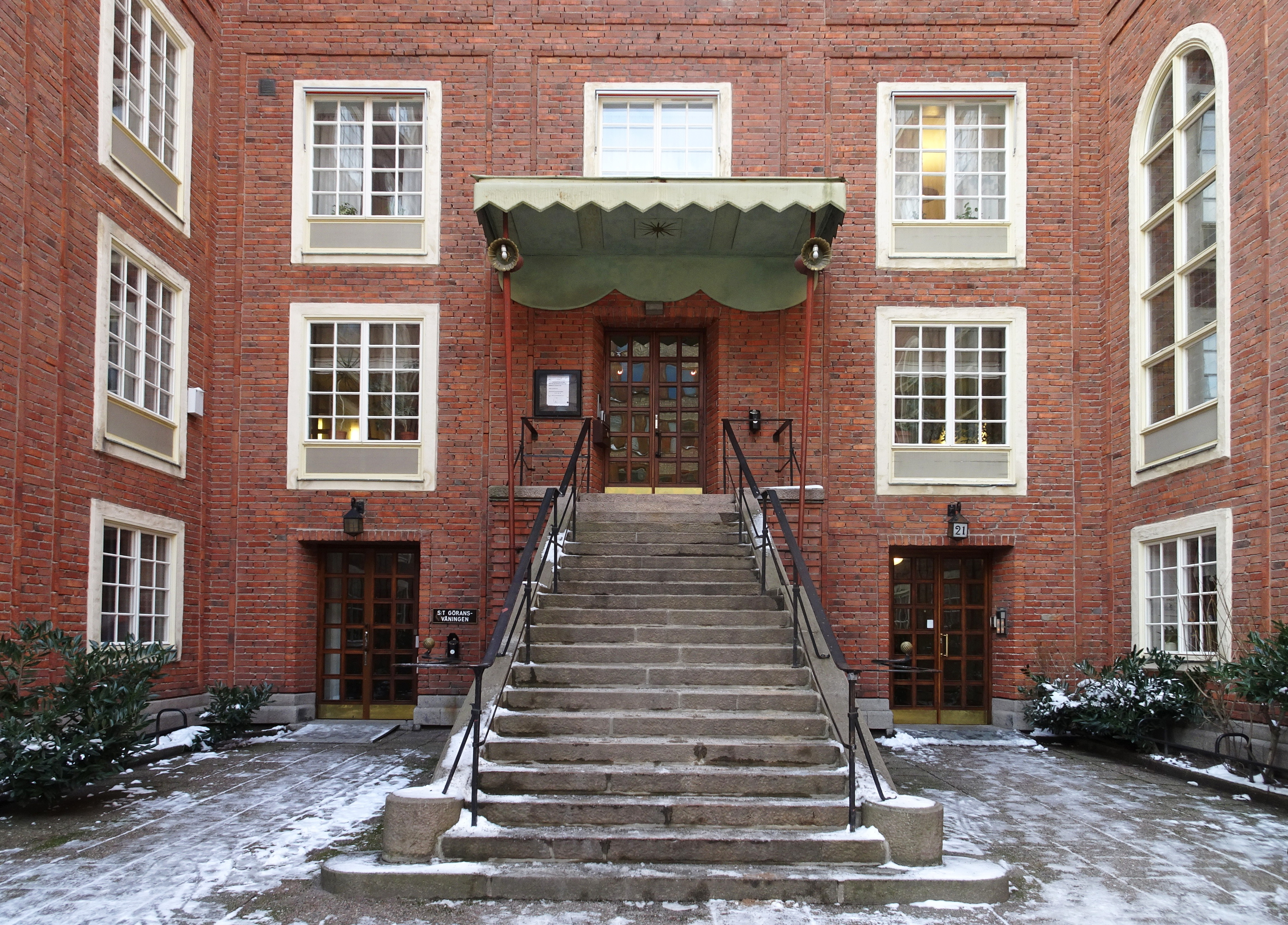
Fritrappan, entrén och baldakinen.
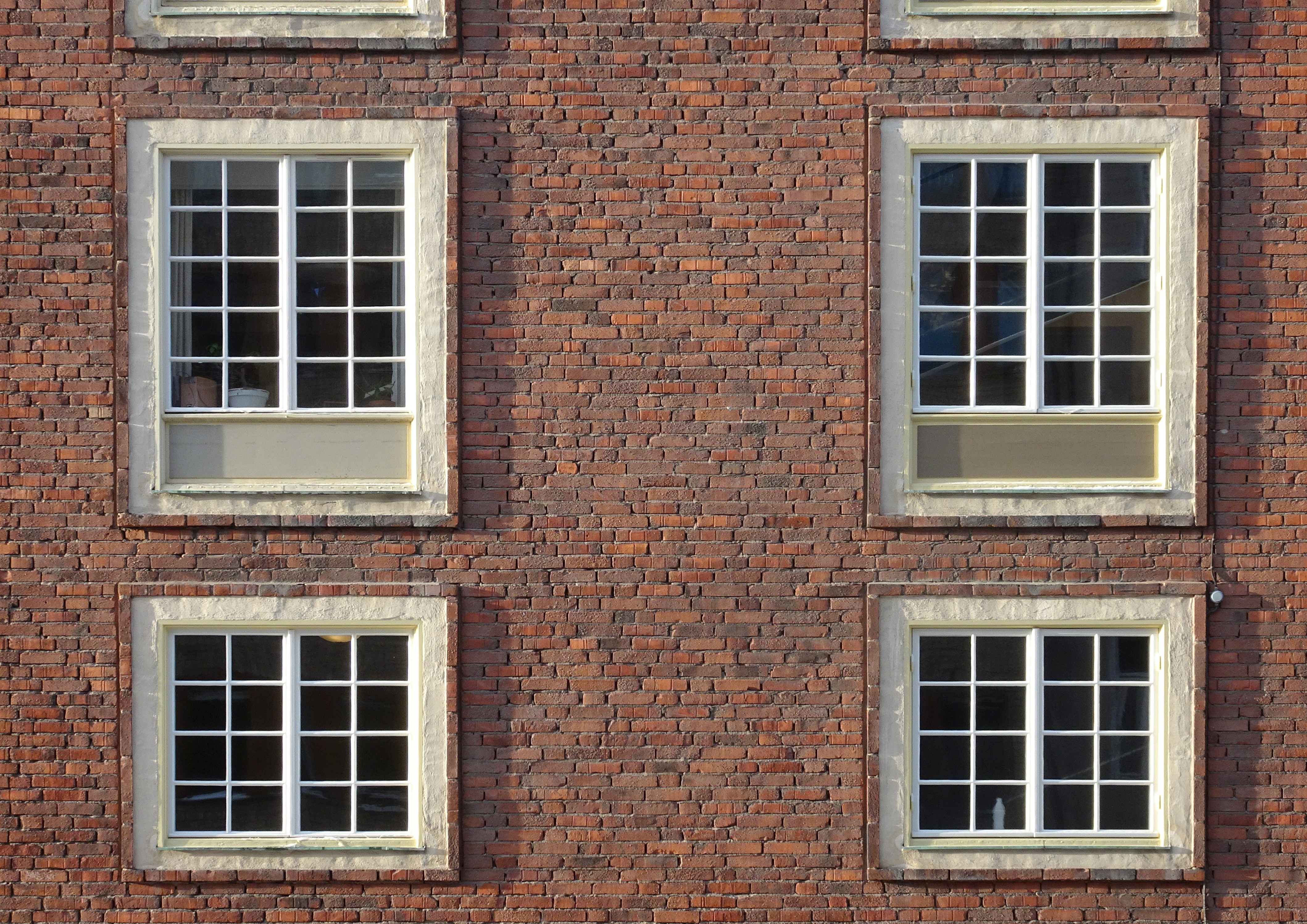
Fasaddetalj.
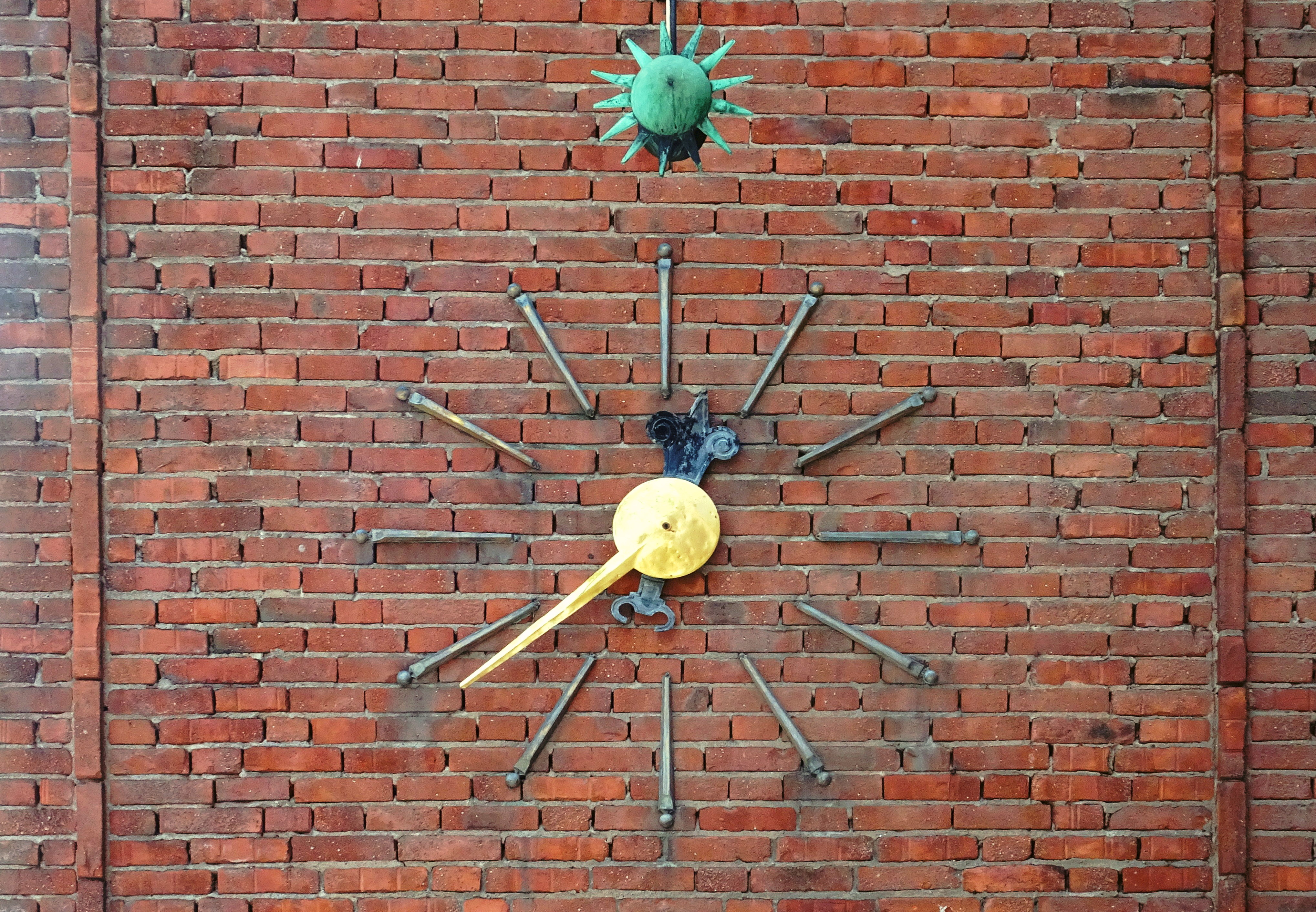
Fasaduret.
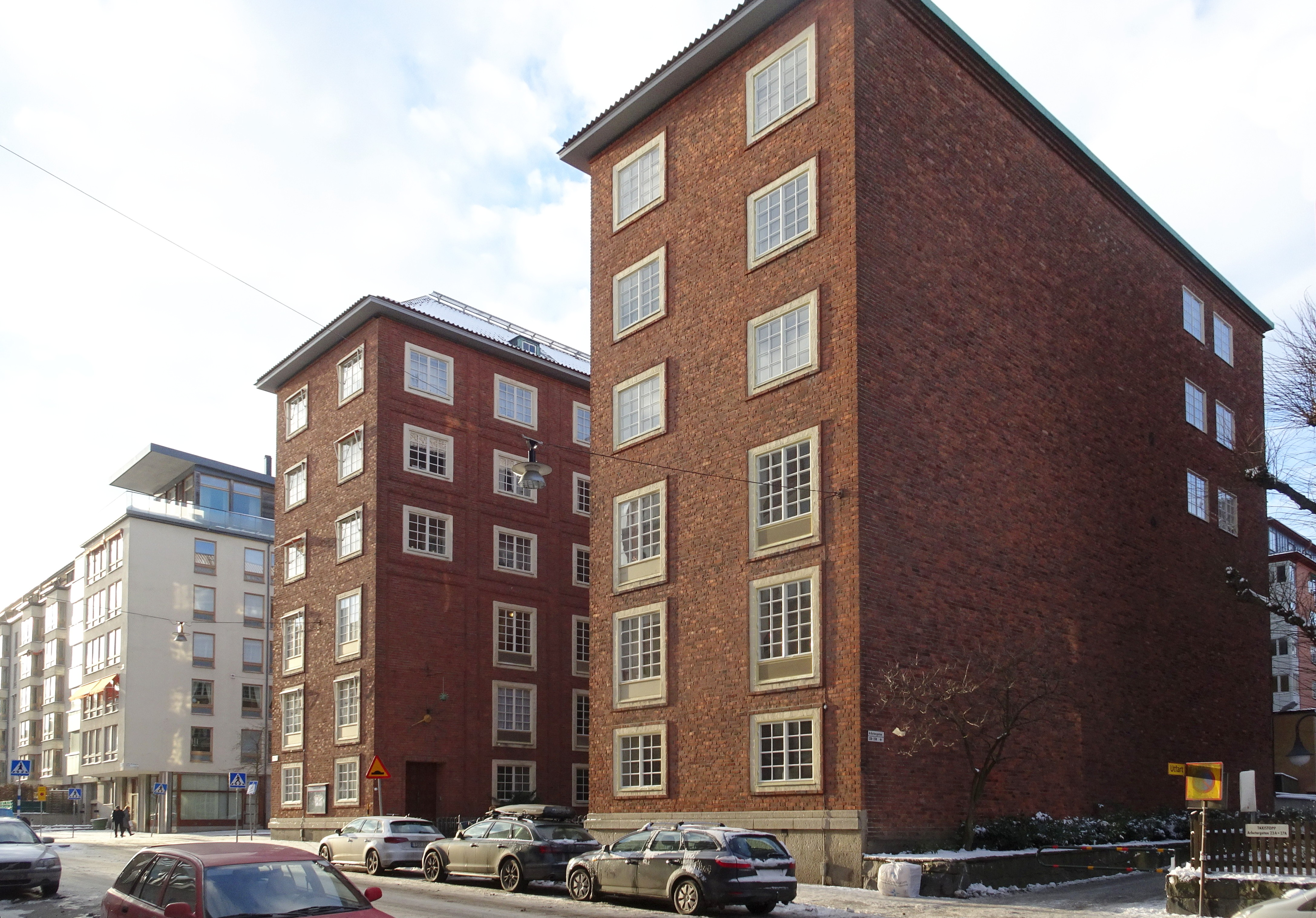
Fasaden mot Arbetargatan.